# Conseil international d'assistance et de prédication islamique
Le Conseil international d'assistance et de prédication islamique (International Islamic Council for Dawa and Relief ou IICDR) est une organisation créée en 1988 par l'Arabie saoudite et placée sous l'autorité de l'université al-Azhar au Caire. Elle a pour fonction de coordonner les efforts des ONG musulmanes, en particulier sur les plans politique et religieux. Elle a pour président le grand sheikh d’Al Azhar, mais elle est généralement représentée par son secrétaire général.